# 乌苗特农村居民点
乌苗特农村居民点（俄语：Умётовское сельское поселение）是俄罗斯联邦伏尔加格勒州卡梅申区所属的一个农村居民点。其下辖有2个居民点，行政中心为乌苗特。据2016年统计，该农村居民点的人口为1186人。